# 佐々木豊文
佐々木 豊文（ささき とよふみ、1950年 - ）は、日本の速読脳開発指導者。

## 経歴
- 1969年３月　岩手県立盛岡第一高等学校卒業
- 1973年３月　東京工業大学工学部卒業
- 1975年３月　東京工業大学大学院修士課程修了
- 1975年４月　東京工業大学工学部生産機械工学科助手
- 1980年１月　学位取得（東京工業大学 工学博士）
- 1980年９月　シルバメソッド 公認講師
- 1984年４月　速読教室開校（東京・青山）
- 1984年７月　株式会社オモイガネ設立　代表取締役に就任
- 1986年３月　「科学的速読法」創案者・朴鏵燁先生を韓国より招聘し、講演会並びにセミナーを開催。
- 1987年６月　日本医科大学品川嘉也教授と速読時の脳活動について共同研究を開始。
- 1987年12月　NHKニュースで、共同研究の成果が報道される。
- 1995年10月　目白大学人文学部非常勤講師「速読法」担当　(〜2004年３月)
- 1996年４月　岡山速読セミナー開講
- 2002年１月　NHK「ためしてガッテン」で放映され、大きな反響を呼ぶ
- 2007年２月　韓国西原大学主催の日韓学術セミナーで、学術講演
- 2008年３月　おもいかね坐禅断食会　主宰
- 2010年９月　大阪速読教室開校
- 2012年７月「速読脳開発プログラム」の新訓練システムを開発。指導開始
- 2013年１月　名古屋速読セミナー開講
- 2017年１月　視力回復講座 開講
- 2019年８月「肚」呼吸健康セミナー　開講

＊2022年11月15日 うっ血性心不全にてご逝去（享年72歳）＊

## 来歴・人物
ソウル大学校師範大学（教育学部）でHwa-Yeop, Park教授が開発した科学的速読法を受継いでいる日本で唯一人の指導者。1984年、東京都港区南青山に速読教室を開校。自ら受講生を指導し、１分間に20ページ以上読むことのできる「速読脳」開発者を多数育てた実績を持ち、現在も現役として指導を続けている。速読教育が社会に理解されることを目指して、多数の専門研究者と共同研究を行い、速読時の脳活動や、速読トレーニングが視覚機能や心理面に及ぼす効果について論文を発表するとともに、大学で「速読法」講座を担当し、また企業での研修にも多数の実績を有している。
学生時代に慢性腎炎で現代医学に不治を宣告された体験をもち、自ら健康法を研究して病気を克服している。この経験から、健康相談にものり、心身両面からの健康法と能力開発法を指導している。なお、大学に勤務していたときの専門分野は、機械工学であり、30代半ばで人生を大きく変えた経歴を持つ。

## 研究論文（速読関係）

### 共著
・　Fujimaki, N., Hayakawa, T., Munetsuna, S., & Sasaki, T. (2004). Neural activation dependent on reading speed during covert reading of novels. Neuroreport, 15, 239–243.
・　Kato, M., Kuriyama, M., Ueda, K., Sasaki, T., Atsumori, H., Kawaguchi, H., et al. (2005). The effect 
of reading speed on visual search task. Proceedings of the 27th Annual Conference of the Cognitive Science Society, 1102–1107.
・　Kawano, K., & Sasaki, T. (2005). EEGs and other physiological changes with progression of reading speed. Journal of International Society of Life Information Science, 23, 174–178.
・　Kato, N., Ueda, K., Fukuda, H., Sasaki, T., & Kato, M. (2008). Can difference in brain activity cause difference in reading speed? -A psychological experiment and NIRS measurements-. Proceedings of the 6th International Conference of Cognitive Science, 639–642.
・　Fujimaki, N., Munetsuna, S., Sasaki, T., Hayakawa, T., Ihara, A., Wei, Q., et al. (2009). Neural activations correlated with reading speed during reading novels. Neuroscience Research, 65, 335–342.
・　Miyata, H., Minagawa-Kawai, Y., Watanabe, S., Sasaki, T., & Ueda, K. (2012). Reading speed, comprehension and eye movements while reading Japanese novels: Evidence from untrained readers and cases of speed-reading trainees. PLoS One, 7, e36091. 
・　Miyata, H., Watanabe, S., Ueda, K., Sasaki, T., & Minagawa, Y. (2016). Enhanced visual form and visuo-spatial processes in Japanese speed-reading experts: A preliminary analysis (Report No. JCSS-TR-74). Nagoya, Japan: Japanese Cognitive Science Society. 
・	Miyata, H., Sasaki, T., (2019). The Park-Sasaki method of speed-reading and mindfulness: A cross-sectional study. WASEDA RILAS JOURNAL, 7, 235–248.

### 協力
・　Yokoyama, S. (1992). Investigation of “reading” with FFT analysis of the beta waves in EEG during “rapid-reading”. Nichiidai Igaku Zasshi, 59, 234–236.
・　Miyata, H. (2015). Psychological studies of speed-reading as a contemplative training method. The AGU Journal of Psychology, 15, 77–90.
・	Miyata, H. (2016). Effects of reading time and speed on mindfulness and psychological status: Evidence from a Japanese sample. The AGU Journal of Psychology, 16, 45–54.

## 出演

### テレビ
- 1987年12月５日　ＮＨＫニュース
- 1989年  フジテレビ 「スーパータイム」
- 1998年　日本テレビ 「 特命リサーチ200ｘ」
- 2001年　テレビ東京 「王様のお夜食」
- 2002年1月 2日　ＮＨＫ総合テレビ，ためしてガッテン「新春スペシャル」
- 2004年　テレビ東京系「世界バリバリバリュー」(2004)
- 2010年4月 7日　ＮＨＫ総合テレビ，ためしてガッテン「脳元気！ラクラク速読術」
- 2010年　日本テレビ　｢ぶらり途中下車の旅｣
- 2011年　テレビ東京　｢レディス４｣
- 2011年7月11日  ＮＨＫ教育テレビ，極める！佐藤江梨子の読書学「第２回 読書を科学！速読の達人を目指す」
- 2016年11月21日 ＮＨＫ教育テレビ，テストの花道 ニューベンゼミ「忙しい中高生必見！スキマ時間勉強法」

### 新聞
- 毎日新聞「記者の目」（1992）
- 読売新聞（1989）
- 毎日新聞「家庭生活欄」（2002）
- 日本経済新聞（2004）
- 科学新聞（2004）
- 電波タイムス（2004）

### 雑誌
- 「倫理」（1991）
- 「新世」（1994）
- 「ビジネスリスクマネジメント」（2007）
- 「プレジデント」（2007）
- 「Acurio」（2007）
- 「世論時報」(2014)
- 「Fole」(2015)

### webメディア
- 人生100年時代協議会　AGE100PRESS　（2020） - 定期配信

## 著書
- 1987年　「1,000,000人の科学的速読法」現代書林（1987）
- 1988年　「ゼッタイできる【速読脳】のつくり方」こう書房（1988）
- 1995年　「速読の科学」光文社カッパブックス（1995）
- 2005年　「絶妙な速読の技術」明日香出版社（2005）
- 2006年　「絶妙な集中力をつける技術」明日香出版社（2006）
- 2008年　「頭が良くなる超読書法」ＰＨＰ（2008）
- 2010年　「『１冊１０分』で読める速読術」三笠書房（2010）
- 2010年　「速読ドリル」学習研究社（2010）
- 2010年　「一定做得到的『超』専注力」　商周出版（台湾）（2010）
- 2011年　「頭の回転が速くなるすごい！法」三笠書房（2011）
- 2012年　「一歩先を行く集中力」明日香出版社（2012）、
- 2013年　「『心のブレーキ』を消す技術」　三笠書房（2013）
- 2013年　「一定做得到的速讀術」　商周出版（台湾）（2013）
- 2015年　「毎分10万字を読破できる超速読脳トレーニングの秘密」　こう書房（2015）
- 2018年　「速読の技術」　明日香出版社（2018）